# Tagoropsis ochracea
Tagoropsis ochracea är en fjärilsart som beskrevs av Griveaud 1964. Tagoropsis ochracea ingår i släktet Tagoropsis och familjen påfågelsspinnare. Inga underarter finns listade i Catalogue of Life.